# Университет имени Лучиана Блага
Университет имени Лучиана Благи в Сибиу (рум. Universitatea «Lucian Blaga» din Sibiu) — государственное высшее учебное заведение в Сибиу (Румыния).

## История
В 1786 года открылись Подготовительные курсы для учителей в Сибиу — одного из первых учебных заведений педагогического характера в Трансильвании. В 1850 году школа сменила профиль и стала Высшим богословско-педагогическим институтом. Первоначально он предлагал двухгодичные курсы, а с 1861 года — трёхлетние курсы, а также четырёхлетнюю педагогическую программу. Однако социально-экономические реалии того времени остро нуждались в специалистах, подготовленных в области права и управления. Сознавая эти насущные потребности, немецкое население, которое в то время пользовалось привилегированным статусом по сравнению с румынским большинством в Трансильвании, сумело в 1844 году основать Юридическую академию в Сибиу. В течение двадцати лет обучение велось на немецком языке. Однако для поступления в академию студентам не обязательно было иметь немецкое происхождение. После 1865 года в результате принудительной ассимиляционной политики австро-венгерских властей во всех школах было введено преподавание на венгерском языке. Юридическая академия Сибиу не стала исключением. Следовательно, курсы преподавались на венгерском языке до 1887 года, когда Академия была насильственно распущена теми же австро-венгерскими властями.
В очередной раз рухнули надежды и мечты всех, кто преподает и учится в этой юридической академии. Однако большое количество из 1387 студентов, окончивших эту юридическую академию, стали представителями румынского культурного движения в Трансильвании.
В 1921—1924 годах православное богословское учебное заведение реорганизуется в виде самостоятельной академии с 4-летним сроком обучения. В 1943 году учреждение, получившее название Андреевской духовной академии, получает право на присвоение степени доктора.
Во время Второй мировой войны в результате венской диктатуры (1940) Румынский университет в Клуже переехал в Сибиу. Это привело к увеличению числа студентов до 3386 в 1943 году. Ещё более важной была деятельность учителей и студентов в изгнании в Сибиу. Они опубликовали более 2000 научных работ и организовали более 300 конференций в 25 городах, был основан Литературный кружок, и всё это за четыре года ссылки.
Жестокий момент в истории сибирского высшего образования происходит во время восстания легионеров 1941 года. Профессора и студенты Андреевской духовной академии под руководством профессора Спиридона Кындя (1902—1990) и с помощью легионерских ополченцев они арестовывают евреев во дворе Академии и грабят их. За исключением профессора Кындя, задержанного на несколько месяцев в Тисмане после поражения восстания, другие участвовавшие в этом учителя прошли через антонесковский и коммунистический режимы, не понеся ответственности.
Факультет истории в Сибиу был создан как филиал Университета Бабеша — Бойяи в 1969 году, а в 1971 году факультет был преобразован в факультет филологии и истории, в который вошли кафедры румынского, английского и немецкого языков. В том же году при поддержке Трансильванского университета в Брашове был создан Факультет технологии обработки древесины, а также Факультет государственного управления.
Спустя пять лет был основан первый автономный вуз в Сибиу, в состав которого вошли факультеты филологии и истории, экономического и административного права и технологии машиностроения. Последний продолжил свою деятельность в составе Политехнического института Клуж-Напоки, остальные факультеты прекратили свое существование.
После революции Министерство образования издало указ от 5 марта 1990 года о создании университета, в который вошли факультеты медицины, инженерии, литературы, технологии обработки древесины и пищевых продуктов, истории и права, естественных наук. В следующем году Высший боговский институт становится богословским факультетом, а в 1992 году учреждается факультет журналистики.
12 мая 1995 года Университет Сибиу получил имя выдающегося румынского писателя и философа Лучиана Блага.

## Структура
В составе университета 10 факультетов:
- Факультет сельскохозяйственных наук, пищевой промышленности и охраны окружающей среды
- Факультет экономики (специальности: международные дела, финансы, банковское дело, маркетинг, управление, экономическая информатика, экономика, бухгалтерский учёт и управление, экономика торговли, туризма и услуг)
- Факультет инженерии (специальности: промышленность, машиностроение, горнорудная промышленность, нефти и газов, инженерия и менеджмент, вычислительная техника и информационные технологии, электронная техника, охрана окружающей среды, инженерно-транспортное машиностроение, прикладные науки и инженерия, системотехника, электронная техника и телекоммуникации)
- Юридический факультет (специальности: право, общественное управление, охрана правопорядка)
- Факультет филологии и искусств (специальности: румынский язык и литература, прикладные современные языки, коммуникационные науки, театральное искусство)
- Медицинский факультет (специальности: медицина, стоматология, здравоохранение, стоматология и стоматологическая техника)
- Факультет социальных и гуманитарных наук (специальности: международные отношения, политология, исследования безопасности, история, наследие, протестантская теология, журналистика, связи с общественностью, социология, психология)
- Факультет наук (специальности: математика, информатика, экология и охрана окружающей среды, биология, физика, физкультура и спорт)
- Теологический факультет(специальности: пастырское богословие, учение о богословии, социальное богословие)
- Факультет (университет) дистанционного обучения.

## Известные персоналии, связанные с университетом
- Антоний (Плэмэдялэ)
- Бузура, Аугустин
- Запорожан, Лилиан
- Иосиф (Поп)
- Ковеши, Лаура Кодруца
- Лупаш, Александру Йоан

## Галерея

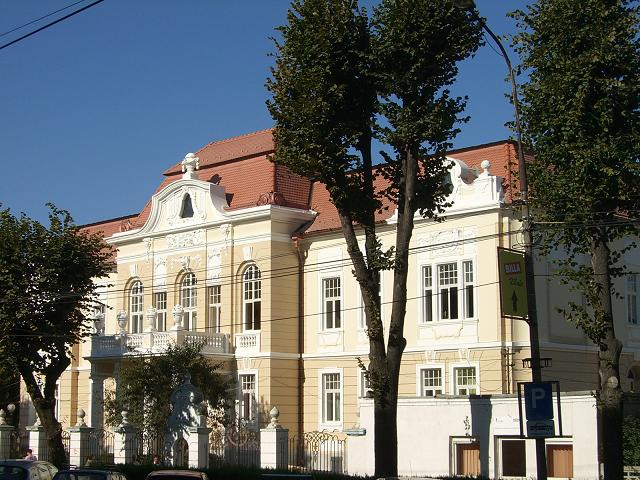
Ректорат университета
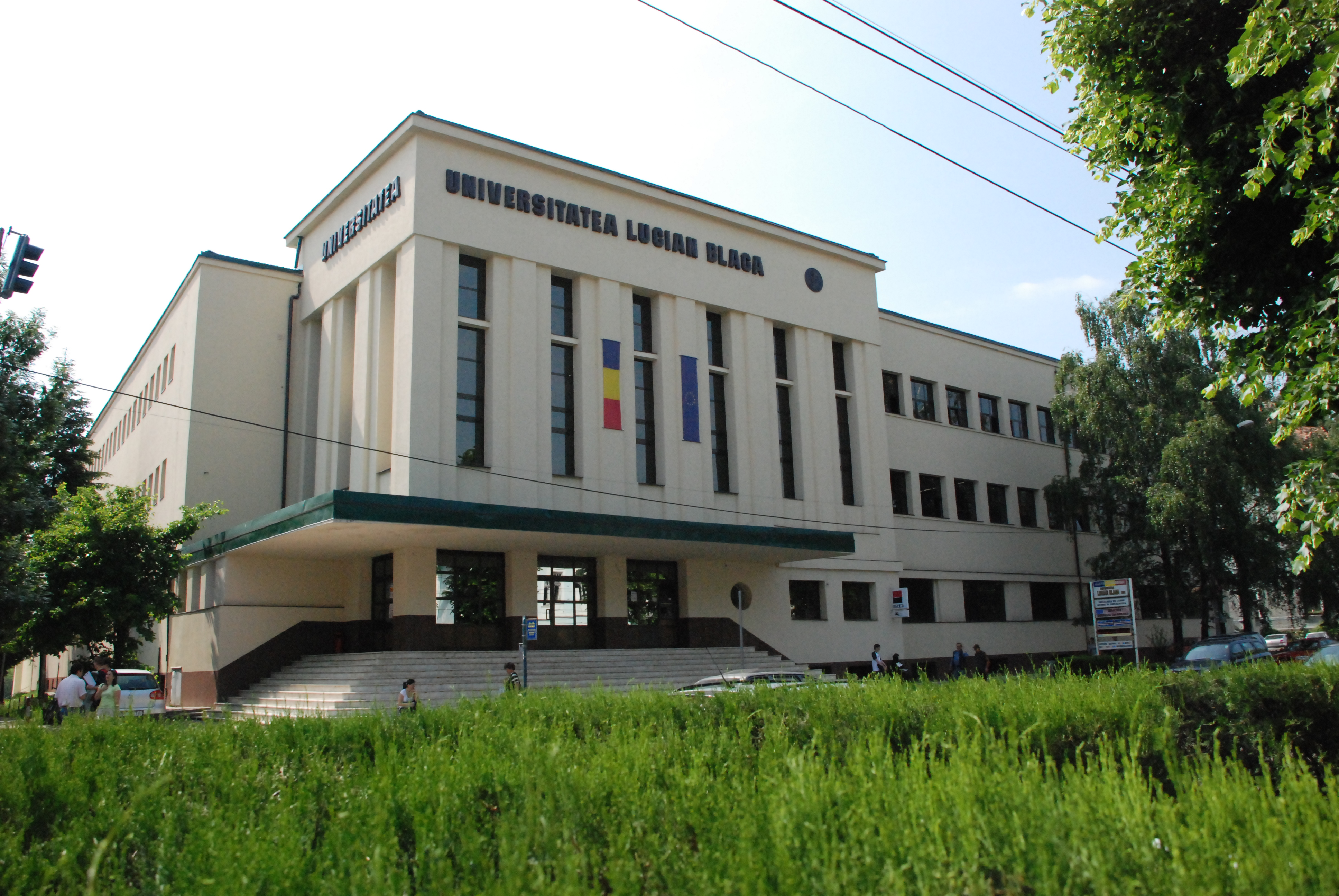
Факультет филологии и искусств
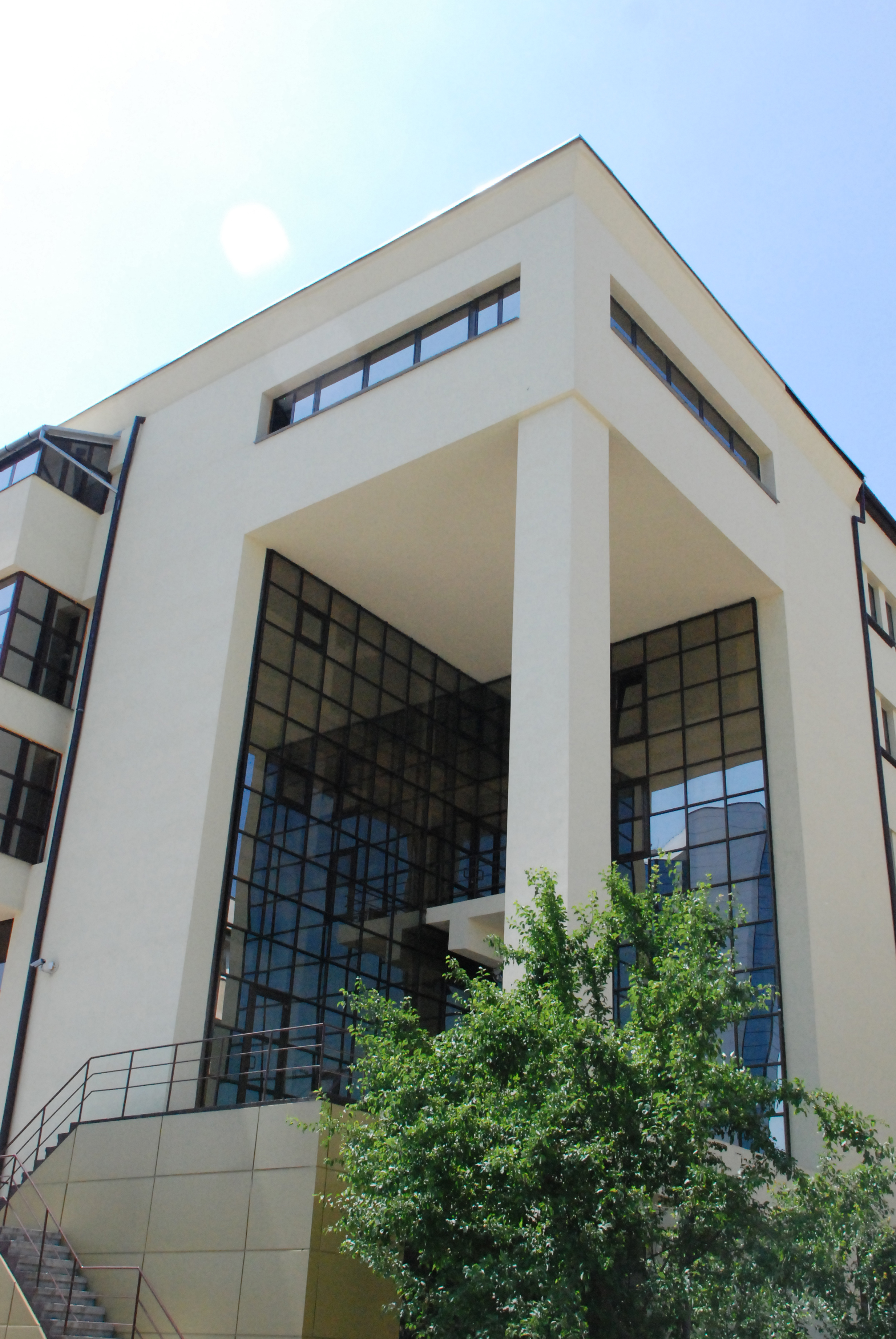
Факультет инженерии
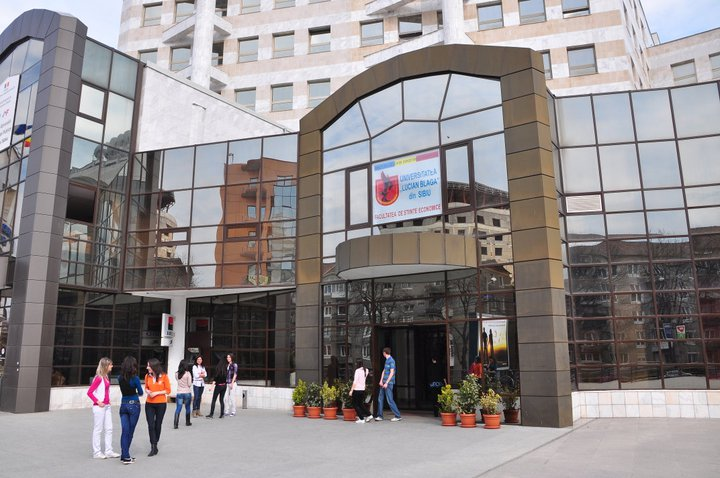
Факультет экономики